# سيد عبد الله أفندي يدقوليلي

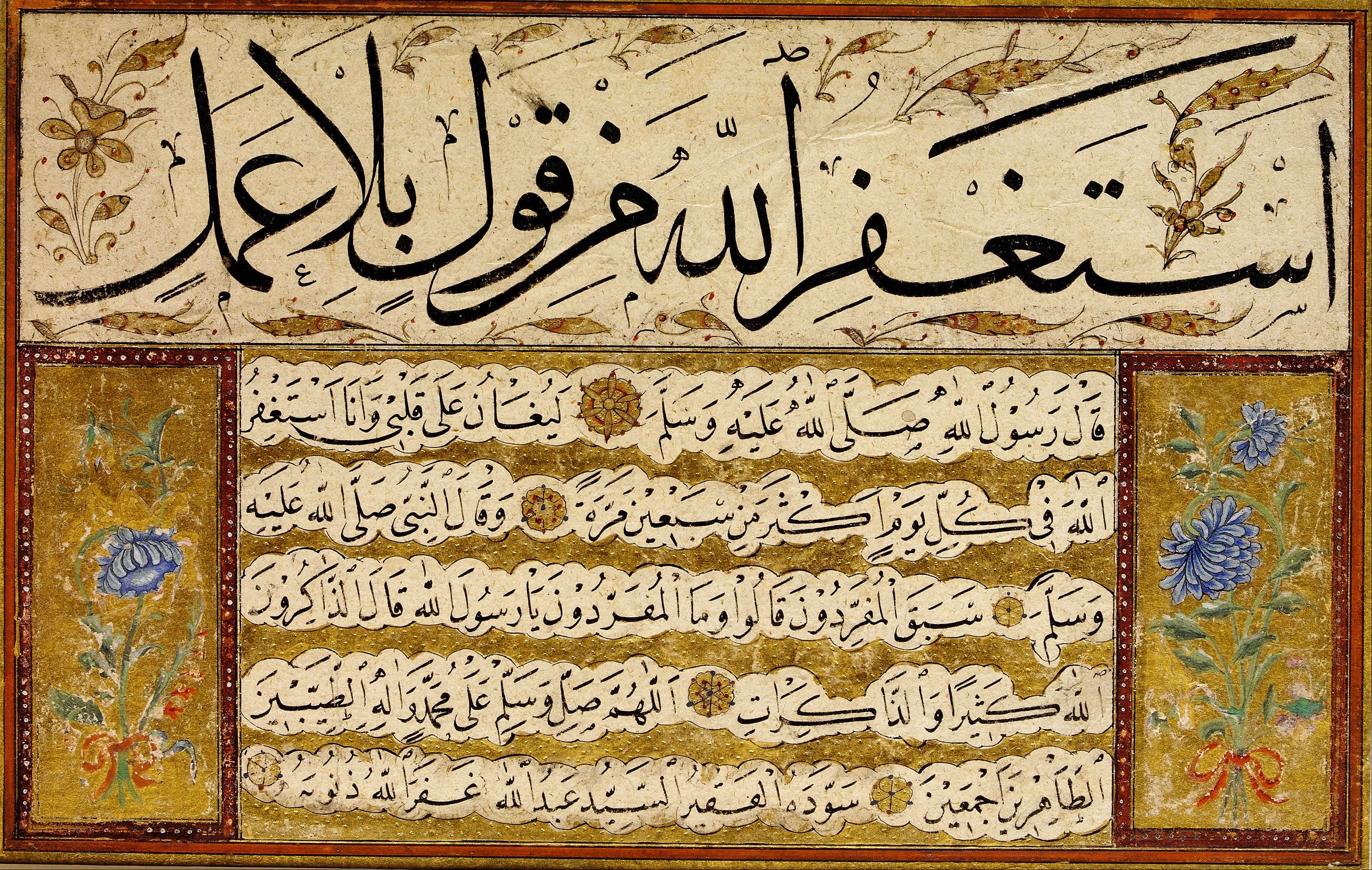
كيتا (قطعة واحدة) ليدقوليلي سيد عبد الله أفندي

يدقوليلي سيد عبد الله أفندي (التركية العثمانية: يدى قللى سيد عبد الله؛ 1670-1731 م) كان خطاطًا عثمانيًا رئيسًا.

## الحياة والمهنة
وُلِد هاشمي زاده عبد الله أفندي عام 1670 في إسطنبول، وكان والده السيد حسن الهاشمي، إمام مسجد إمراهور. وُلد في عائلة من الخطاطين ونشأ في منطقة "يدقوليلي" التي اشتق منها اللقب. ينحدر من نسل النبي محمد من جهة الأب ومن جهة الأم، مما سمح له باستخدام لقب السيد. درس الخط على يد الأستاذ الكبير حافظ عثمان.
أصبح خطاطًا في البلاط وكان المفضل لدى السلطان أحمد الثالث. عُين مدرسًا للخط في قصر طوب قابي في عام 1708، حيث قام بتدريس الخط العربي لمحمد راسم أفندي الأغريبيلي. كتب العديد من نسخ القرآن الكريم.
في مرحلة ما، كان أحمد الثالث مهتمًا جدًا بالحبر الذي استخدمه السيد في خطه، لدرجة أنه أرسل رسولًا لمعرفة السر. أرسل السيد محبرة مليئة مع الرسول. وعندما تلقى السلطان الهدية، قيل إنه أفرغ الحبر، ثم أعاد ملء المحبرة بالذهب، وأعادها.

## طالع أيضًا
- ثقافة الدولة العثمانية
- الخط الإسلامي
- قائمة الخطاطين العثمانيين
- الفن العثماني